# Lovely Idol
Lovely Idol (らぶドル 〜Lovely Idol〜) est un visual novel adapté en anime de type shōjo. Il raconte le parcours de six jeunes filles qui veulent faire leurs débuts dans la chanson. C'est une épreuve plutôt difficile quand on est le troisième groupe de six de sa maison de disques...

## Synopsis
Au Japon, deux groupes de musiques sont très connus : ce sont les deux groupes des Love Dol, de la maison de disques Sweet Fish. Chacune des filles de ces groupes est une idole à part entière et tout le monde se bouscule pour s'arracher les places de leurs concerts. En coulisse, lors d'un concert réunissant les deux groupes, le troisième groupe des Love Dol, une équipe de 4bonnes copines, attend patiemment son tour afin d'être présenté par ses aînées. Mais, au dernier moment, leur présentation est reportée à une date indéterminée. Leur manager, Tomohiro Fujisawa, va donc demander des explications auprès de la présidente, ce auquel elle répond que le troisième groupe manque d'un certain quelque chose qu'elles doivent trouver elles-mêmes. Perdue dans ces pensées, Tomohiro fait part de ses inquiétudes à sa petite sœur Ruri qui lui dit que les deux premiers groupes sont composés de six membres et que c'est cette marque de fabrique des Love Dol qui manque au dernier groupe. Tomohiro commence donc à chercher de nouveaux membres. En cachette, Ruri se propose chez la présidente comme le cinquième membre du troisième groupe. Reste donc un membre, le plus difficile, c'est alors que Tomohiro, en marchant dans la rue, croise Mizuki, une jeune guitariste surnommée "la Princesse de la rue", qui se révèle avoir une voix fascinante. Il va alors tout faire pour l'intégrer aux Love Dol...

## Personnages

### Sweet Fish Production
C'est la boîte de production de tous les groupes de Love Dol.
- Fujisawa Tomohiro

Manager du troisième groupe, et anciennement manager des deux autres groupes, Tomohiro est un jeune homme d'une vingtaine d'années. Il tient beaucoup à aider les jeunes talents car, selon lui, il n'est bon à rien d'autre. Sa mère était une idole reconnue dans le monde de la chanson. Il a hérité d'elle son goût pour le milieu artistique. C'est quelqu'un de juste, honnête et passionné. Il agit un peu à la façon d'un père envers toutes les Love Dols et celles-ci le lui rendent bien. Nombre d'entre elles sont amoureuses de lui dans les deux premiers groupes.
- Aneki

Sœur aînée de Tomohiro. Manager actuelle des deux premiers groupes Love Dol, elle les a repris en main après leurs débuts avec Tomohiro. Elle est violente, sévère et n'hésite pas à dire ce qu'elle pense. Malgré cela, c'est une jeune femme consciencieuse et dévouée qui n'agit que pour le bien des Love Dols, peu importe le groupe auquel elles appartiennent.
- La Présidente

### Troisième groupe Love Dol
- Sakaki Mizuki

- Âge : 17 ans
- Date de naissance : 21 mai
- Taille : 159 cm
- Mensurations : 82-59-82
- Groupe sanguin : B

Contrairement aux précédents groupes où chaque membre a son intégrité, le troisième groupe a son "leader" : Mizuki, qui jouera le rôle de maman pour les autres filles du groupe. 
Cette guitariste de rue au cœur blessé est une solitaire qui finit par découvrir l'amitié au sein des Love Dol. C'est la dernière à rejoindre le groupe. Tomohiro la croise en train de fredonner dans la rue et est touché par le timbre de sa voix. Il décide alors de la suivre et découvre le visage de la " Princesse de la rue ". Abandonnée par sa mère quelques années plus tôt, elle désire faire passer dans son chant tous ses sentiments de vengeance. Elle refuse tout d'abord l'offre de Tomohiro d'intégrer les Love Dol, mais celui-ci lui laisse une carte de visite et un billet pour le prochain concert des Dol où le troisième groupe sera en première partie. Finalement, Mizuki s'y rend pour rendre son billet à Tomohiro, mais celui-ci, qui cherchait désespérément une dernière fille pour la première partie du show l'attire à l'intérieur et lui demande de chanter avec les autres filles. Résultat : succès total !! C'est le début du troisième groupe dont Mizuki composera le titre phare : Happy Clover, un titre hérité de sa mère.
- Fujisawa Ruri

- Âge : 16 ans
- Date de naissance : 26 août
- Taille : 151 cm
- Mensurations : 82-55-81
- Groupe sanguin : A

Ruri est la petite sœur de Tomohiro. Elle adore chanter mais son rêve est de devenir manager comme son frère. Elle décide de rejoindre les Love Dol afin d'en être le manager mais découvre vite la dure réalité du métier. Elle se noue facilement d'amitié avec les autres filles du groupe et réalise que son rêve est finalement de pouvoir chanter et faire du théâtre ainsi que du doublage d'anime en compagnie de ses amies. Ruri est une fille enjouée et dynamique qui ne mesure pas la portée de ses actes ou de ses paroles, ce qui incite souvent ses amies à prendre ce qu'elle dit sur le ton de la plaisanterie (alors que c'est vraiment ce qu'elle pense). Elle est solidaire et fait toujours de son mieux pour remonter le moral de ses camarades.
- Houjou Hina

- Âge : 15 ans
- Date de naissance : 19 mars
- Taille : 145 cm
- Mensurations : 76-52-75
- Groupe sanguin : O

Hina est la petite sœur des jumelles Chocorat (prononcez "Chocolat", ça a plus de style...). Elle idolâtre ses sœurs à un point tel que même lorsqu'elle n'a rien à dire, il faut qu'elle parle d'elles. Elle est d'un naturel calme et posé et donne souvent un point de vue objectif sur les situations délicates. Pour elle, deux choses comptent : ses sœurs et ses amies. À noter qu'elle est d'une incompétence hors-norme en matière de cuisine, son pire ennemi étant le four micro-ondes, à l'aide duquel elle fait de nombreuses fois exploser la cuisine...
- Nekoya Miu

- Âge : 18 ans
- Date de naissance : 17 août
- Taille : 161 cm
- Mensurations : 84-58-85
- Groupe sanguin : B

Miu est la petite sœur des mannequins Rei et Saiyuki, respectivement du second et premier groupe de Love Dol. C'est une fille du même calibre que Ruri. Elle est dynamique, presque survoltée, et pour elle, l'amitié compte presque plus que tout. Elle nourrit le rêve de pouvoir danser sur une grande scène avec ses amies. Elle s'entend particulièrement bien avec Hina qui adore danser elle aussi. Notons qu'elle s'exprime beaucoup par miaulement (d'où son nom "Nekoya" où "Neko" veut dire "chat" ) et qu'elle ne sait pas imiter le chien...Elle est aussi la plus âgée du 3e groupe.
- Kiryu Kotoha

- Âge : 17 ans
- Date de naissance : 7 avril
- Taille : 163 cm
- Mensurations : 84-60-85
- Groupe sanguin : O

Kotoha est, avec mai, l'une des deux actrices de Love Dol III. Elle a déjà fait ses débuts dans divers feuilletons et s'est ainsi fait remarquer par Tomohiro qui a décidé de finalement l'intégrer au groupe. Son rêve est de devenir une grande chanteuse reconnue. Elle forme avec Mai un duo à la fois uni et contrasté, symbole des Love Dol. Elle se dispute souvent gentiment avec Mai car celle-ci ne comprend pas comment elle peut rester souriante et décontractée dans les situations les plus critiques.
- Nonomiya Mai

- Âge : 12 ans
- Date de naissance : 23 décembre
- Taille : 142 cm
- Mensurations : 75-55-76
- Groupe sanguin : O

Mai est la plus jeune du groupe mais c'est aussi elle qui prend les choses en main le plus souvent. Elle a huit ans d'expérience dans le milieu du spectacle car elle fut recrutée très jeune pour être actrice. Elle est un peu le bras droit de Mizuki quand il s'agit de gérer le groupe. Elle voue d'ailleurs une amitié sans faille à Mizuki. Derrière sa façade abrupte se cache un cœur d'or que Mai n'aime pas trop montrer. Elle s'accroche parfois avec Kotoha pour des futilités mais tout se règle toujours dans de grands rires francs. Mai est la seule fille parmi toutes les Love Dol à ne pas idolâtrer un petit peu Tomohiro.